# نوک‌خاری دمگاه‌بلوطی
نوک‌خاری دمگاه‌بلوطی (نام علمی: Acanthiza uropygialis) نام یک گونه از سرده نوک‌خاری است.